# Panajot Pipkow

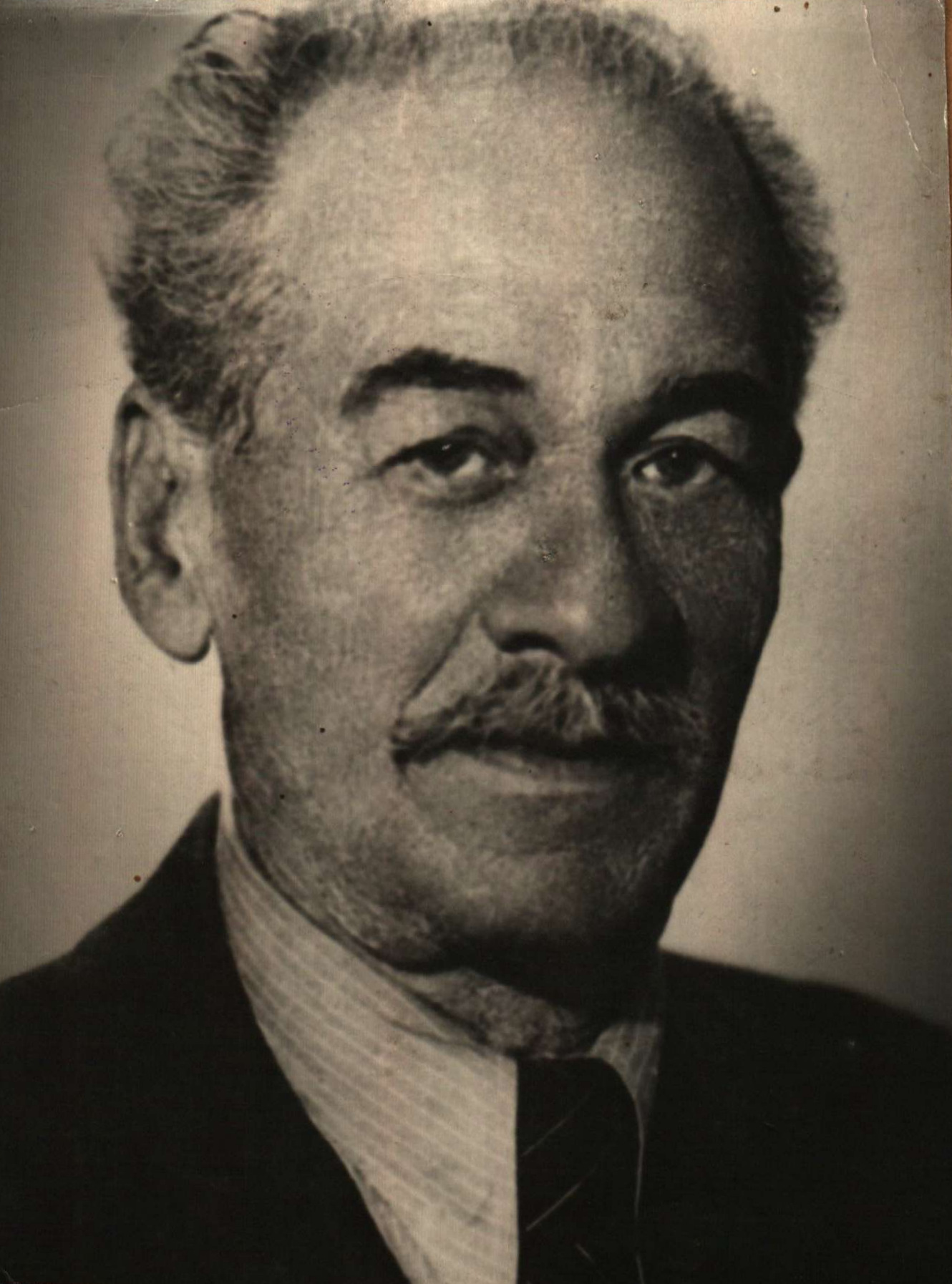
Panajot Pipkow

Panajot Christow Pipkow (bulgarisch Панайот Христов Пипков; * 21. November 1871 in Plowdiw; † 25. August 1942 in Sofia) war ein bulgarischer Komponist.
Piplow studierte ab 1892 am Konservatorium in Mailand. Ab 1899 war er Dirigent in Warna und Russe, 1921–22 Chordirigent der Oper und 1924–30 Dirigent der Polizeimusik in Sofia. Er komponierte eine Oper und zwei Kinderoperetten, Chorlieder, Klavier- und Violinstücke, Schauspielmusiken und Werke für Blasorchester. Auch sein Sohn Ljubomir Pipkow wurde als Komponist bekannt.
Gemeinsam mit seinem Sohn ist er seit 2017 Namensgeber für den Pipkow-Gletscher auf der Alexander-I.-Insel in der Antarktis.